# 27-я ракетная бригада
27-я ракетная бригада (27 рбр) — ракетное формирование (соединение, ракетная бригада) Советской армии ВС СССР, находившаяся в составе 20-й гвардейской Краснознамённой армии Группы советских войск в Германии (Западной группы войск).
Первоначально дивизионы бригады дислоцировались в трёх военных городках:
- 1-й дивизион — в городке Нойес Лагер возле города Ютербог;
- 2-й дивизион — в Бритце(?);
- штаб бригады, 3-й дивизион и другие подразделения бригады — в городке возле г. Рюдерсдорф.

Осенью 1968 года 2-й дивизион передислоцировался в Нойес Лагер и занял соседнюю с первым дивизионом казарму. В 1980 году штаб бригады, метеобатарея и батарея управления передислоцировались в Нойес Лагерь. Туда же передислоцировался 3-й дивизион в 1987 году.
Войсковая часть полевая почта № 60606, позывной — «Карбинда». 1 рдн — 452 ордн — в/ч пп 57679, 2 рдн — 439 ордн — в/ч пп 65773, 3 рдн — 540 ордн — в/ч пп 59748.

## История
20 февраля 1961 года бригада была сформирована в г. Белая Церковь на 7-й площадке, где раньше стояла 112-я стрелковая дивизия и 467 гв.ап. Личный состав был получен из разных частей округа. В/ч 96688.
Началось строительство парка, дорог, мойки, мастерских, медпункта, создание учебно-материальной базы. Заместитель командира РБР[уточнить] Онисенко строил стадион, плац, спортивный городок. Начальник тыла подполковник Борисенко Дмитрий привёл в отличное состояние казармы. Заместитель главного инженера майор Луговой оборудовал учебные классы, под которые был выделен целый корпус. Командир батареи управления капитан Шпичак оборудовал классы связи (проводной и радио). Начальник политического отдела подполковник Овечкин Пётр Васильевич создал художественную самодеятельность и занялся подготовкой строительства летнего клуба. Посадили фруктовый сад на 3,5 тыс. деревьев, построили теплицу. Строили инженерный городок для сапёрной роты, вплоть до мостов.
В апреле — мае 1962 года 27 рбр переходит на новый штат комплекса 9К72, и в сентябре бригада в полном составе выехала на государственный полигон в Капустин Яр с боевыми пусками, которые прошли успешно.
В начале 1964 года 1 рдн — 452-й ордн бригады убыл в Ноес-Лагерь г. Ютербог, ГСВГ.
В 1965 году бригада вновь убыла на государственный полигон в Капустин Яр для пуска ракет нового типа.
Ракетная бригада участвовала в параде 9 мая 1965 года в городе Киев. Об этом красочно сказал Командующий войсками округа Маршал Советского Союза И. И. Якубовский (см. воспоминания о нём).
В 1966 году бригаду передали в 1-ю гвардейскую армию, армией в то время командовал дважды Герой Советского Союза генерал-полковник А. И. Родимцев.
В 1966 году бригаду в полном составе передислоцировали в ГСВГ. Штаб бригады (в/ч пп 60606), 3 рдн — 540-й ордн (в/ч пп 59748) и другие подразделения бригады оказались в городке возле г. Рюдерсдорф. 1 рдн в Нойес-Лагере. 2 рдн — 439-й ордн (в/ч пп 65773) расположился в Бритце. Бригада вошла в состав 20-й гвардейской армии (20 Гв. А). Контрольная группа ГСВГ принимала бригаду, смотр и проверяла всю технику, подготовку к пуску ракет. Общую оценку поставили «хорошо».
Штаб бригады разработал план строительства для 3-х городков. Главнокомандующий ГСВГ П. К. Кошевой утвердил проект строительства. Для строительства городка был создан строительный батальон. Командующий 20 Гв. А генерал-лейтенант М. Г. Хомуло выделил одну сапёрную группу в составе 20 человек. На каждый взвод был дан объект. Строили казарму на 300 человек, парк-хранилище для техники, мастерские для ремонта ракетной техники, гусеничных и колёсных машин, заправочную станцию, солдатскую и офицерскую столовую, магазин и 4 офицерских дома (ДОС), каждый на 8 квартир.
Строили плац, спортивный городок, а начальник тыла п-к Дмитрий Борисенко дополнительно строил для тыла помещения для складов и подсобного хозяйства. Все помещения планировались отапливаемые, с этой целью строилась котельная. К концу сентября 1967 года полностью закончили строительство.
В 1967 году бригада участвовала в совместном параде, посвящённому 50-летию Советской власти с армией ННА ГДР в городн Берлин. Бригаду наградили переходящим Красным знаменем Верховного Совета СССР.
Весной 1968 года 1 рдн — 452-й отдельный ракетный дивизион 27-й рбр участвовал в операции «Дунай» по подавлению попытки реформирования политической системы Чехословакии (Пражская весна).
Осенью 1968 года 2 рдн — 439-й ордн (в/ч пп 65773) передислоцировался в Ноес-Лагерь г. Ютербог и занял соседнюю с 1 рдн казарму.
В 70-е годы бригада размещалась в двух гарнизонах г. Ютербог и Рюдерсдорфе. В Рюдерсдорфе был штаб, батарея управления, техбатарея, материальное обеспечение, оркестр и пр. Там же был и 3-й дивизион. В Ноес-Лагерь г. Ютербог — 1 рдн и 2 рдн.
В 1980 году штаб бригады (в/ч пп 60606), метеобатарея и батарея управления передислоцировались в Ноес-Лагерь г. Ютербог.
В 1987 году 3 рдн — 540-й ордн (в/ч пп 59748) передислоцировался в Ноес-Лагерь г. Ютербог.

## Пуски ракет
| Перечень учебно-боевых пусков подразделений 27-й ракетной бригады | Перечень учебно-боевых пусков подразделений 27-й ракетной бригады | Перечень учебно-боевых пусков подразделений 27-й ракетной бригады | Перечень учебно-боевых пусков подразделений 27-й ракетной бригады | Перечень учебно-боевых пусков подразделений 27-й ракетной бригады | Перечень учебно-боевых пусков подразделений 27-й ракетной бригады | Перечень учебно-боевых пусков подразделений 27-й ракетной бригады |
| № пуска                                                           | Дата и время                                                      | Оценка 5                                                          | Тип РК                                                            | Место старта Кап Яр                                               | Примечание                                                        |                                                                   |
| ----------------------------------------------------------------- | ----------------------------------------------------------------- | ----------------------------------------------------------------- | ----------------------------------------------------------------- | ----------------------------------------------------------------- | ----------------------------------------------------------------- | ----------------------------------------------------------------- |
| 1                                                                 | 1962                                                              | отлично                                                           | Р-17                                                              | Капустин Яр                                                       | ?                                                                 |                                                                   |
| 2                                                                 | февраль 1963                                                      | отлично                                                           | Р-17 (опытные 2 шт.)                                              | Капустин Яр                                                       | 3 рдн, 7 сбатр                                                    |                                                                   |
| 3                                                                 | 1965                                                              | ?                                                                 | Р-17                                                              | Капустин Яр                                                       | ?                                                                 |                                                                   |
| 4                                                                 | 1967                                                              | отлично                                                           | ?                                                                 | ?                                                                 | 1-й рдн                                                           |                                                                   |
| 5                                                                 | конец 1968                                                        | отлично                                                           | Р-17                                                              | Капустин Яр                                                       | 3-й рдн (8 и 9 сбатр)                                             |                                                                   |
| 6                                                                 | лето 1971                                                         | отлично                                                           | ?                                                                 | Капустин Яр                                                       | 2-й рдн майора Княгницкого                                        |                                                                   |
| 7                                                                 | зима 1978                                                         | отлично                                                           | ?                                                                 | Капустин Яр                                                       |                                                                   |                                                                   |
| 8                                                                 | январь 1986                                                       | отлично                                                           | ?                                                                 | Капустин Яр                                                       | 1-й рдн, батарея управления                                       |                                                                   |
| 9                                                                 | 1989                                                              | ?                                                                 | ?                                                                 | Капустин Яр                                                       | 2-й рдн                                                           |                                                                   |

## Основное вооружение
На основном вооружении рбр стояли ракетные комплексы оперативно-тактического назначения (РКОТН):
- В 1960-х годах — ПУ-2П19 с ракетой Р-17 (8К-14)
- В 1970-х годах — 9К72, ПУ-9П117 с ракетой Р-17 (8К-14)

## Командный состав бригады

### Командиры бригады
- 20.02.1961 — 21.09.1961 год — ВРИО полковник Онисенко Владимир Евгеньевич
- С 21.09.1961 по 1968 год — полковник Подуст Михаил Александрович
- С 1968—1974 по ____ год — полковник Кузнецов Александр Иванович
- В 70-х годах — Широкорад Евгений Сергеевич
- На август 1978 год — ВРИО Шварёв Владимир Павлович
- На 1980 год — полковник Подовинников Василий Васильевич
- С августа 1982—1986 год — подполковник Соколов Виктор Иванович
- 1986—1987 года — полковник Толок Юрий Иванович
- На 1987—1991 года — полковник Томашевский Михаил Николаевич

### Заместители командира бригады
- С 1961 по 1966 год — полковник Онисенко Владимир Евгеньевич
- С 1966 по ____ год — подполковник Фёдоров Александр Кузьмич
- С 1970 по 1971 год — подполковник Шварёв Виктор Павлович
- С 1971 года — полковник Шварёв Владимир Павлович
- До 1978 года полковник Дорофеев Михаил Николаевич
- С 1978 года по 1981 год подполковник Миронов Виктор Иванович
- 1981—1986 год — полковник Пшеничный Владимир Ильич
- На 1986—1989 года — подполковник Алиев Эдуард Сергеевич
- В 1989—1991 годах — подполковник Волчок Евгений Николаевич

### Начальники штаба — заместители командира бригады
- С 1961—1968 по ____ год — полковник Тараканов Анатолий Сергеевич
- До 1972 года — полковник Афанасенко Алексей Иванович
- На 1972—1973 года — полковник Фандеев
- В 70-х годах — Савин
- На 1980 год — майор Козлов Михаил Петрович
- На 1983 год подполковник Криворучко
- На 1989 год — полковник Кувырков Владимир Васильевич
- На 1990 год — подполковник Абрамов Павел Николаевич
- На 1991 год — подполковник Николаев Григорий Куприянович

### Начальники политодела- заместители командира бригады по политической части
- В 1961—1962(1963) годах — подполковник Овечкин Пётр Васильевич
- С 1963 года — полковник Ахметзянов Рашид Теймурович
- В 70-х годах — Жданкин Игорь Васильевич
- В 1981—1986 годах полковник Громыко Анатолий Иванович
- В 1987—1988 годах — подполковник Жигало Александр Павлович
- В 1989—1991 годах — подполковник Гончаров Владимир Иванович

### Заместители командира бригады по ракетному вооружению — главные инженеры
- С 1961 по 1966 год — Иванов М. И.
- На 1966 год — майор Кузин, подполковник Родин
- В 70-х годах — Шкарупин
- В 1983—1987 годах полковник Христов
- В1987-1989 годах — ВрИО подполковник Кочанов Михаил Васильевич
- В 1989—1991 годах — полковник Базаров Анатолий Фёдорович

### Заместители командира бригады по тылу — начальники тыла
- С 1961 по ____ год — полковник Борисенко Дмитрий Алексеевич
- Федотов
- В 70-х годах — Жихарев Владимир Фёдорович
- С 1978—1982 года — полковник Белов Алексей Васильевич
- С 1982—1984 Антипенко Юрий Владимирович
- С 1984—1986 — майор Сторожук Василий Евдокимович
- С 1986—1990 — подполковник Ревякин Алексей Александрович

### Командиры дивизионов

#### Командиры 1 рдн — 439 ордн (в/ч пп 57679)
- С сентября 1961 по июль 1963 года — майор Демидов Александр Тихонович
- По 1967 — подполковник Шварев Виктор Павлович
- На 1967—1970 год — майор Бекиш Пётр Андреевич
- С лета 1971 по ____ год подполковник Садовский Михаил Васильевич
- С 1972 — Краснов?
- С1978-1982 года — Мельник Евгений Петрович, с августа 1982 по май 1987 гг. Зам командира--начальник технической части 162-й ракетной бригады в/ч 54232 м. Белая Церков.
- С августа 1982—1986 год — Гавриленко Станислав Николаевич
- 1986—1987 года — майор Юркин
- С 1987 — подполковник Бабушкин
- На 1989—1991 год — подполковник Лукаянов Валерий Иванович

#### Командиры 2 рдн — 452 ордн (в/ч пп 65773)
- С 1961—1967 по ____ год — майор Дегтев Александр Павлович
- 1967—1971 год — майор (позже подполковник) Василевский
- На 1971 год — майор Княгницкий
- 1976—1978 год майор Миронов Виктор Иванович
- 1982—1985 год — Толок Юрий Иванович
- 1985—1987 год — Измайлов Вячеслав
- На 1989—1991 года — подполковник Андрианов Владислав Владимирович

#### Командиры 3 рдн — 540 ордн (в/ч пп 59748)
- С 1961 по 1964 год — подполковник Захаров Пётр Андреевич
- С 1964 по 1965 год — майор (подполковник) Афанасенко Алексей Иванович
- До 1967 года — майор Бекиш Пётр Андреевич
- На 1967 год — подполковник Шварев Виктор Павлович
- С 1970 по 1971 год — майор Татарян Гамлет Оганесович
- На 1971—1974 год — подполковник Думенов
- На 1976—1978 год — майор Вилков Владимир Николаевич
- с 1983—1985 год — подполковник Рябков Владимир Петрович
- с 1985—1987 год — подполковник Зибров Борис Васильевич
- На 1991 год — подполковник Соколов Владимир Николаевич

### Заместители главного инженера
- С 1961 по ____ год — майор Луговой